# SN 2009kf
SN 2009kf – supernowa typu II-P odkryta 10 czerwca 2009 roku w galaktyce A161254+5538. W momencie odkrycia miała maksymalną jasność 21,80m.